# NGC 1231
NGC 1231 é uma galáxia espiral (Sc) localizada na direcção da constelação de Eridanus. Possui uma declinação de -15° 34' 09" e uma ascensão recta de 3 horas, 06 minutos e 29,3 segundos.
A galáxia NGC 1231 foi descoberta em 1886 por Frank Leavenworth.